# Krantenzegel

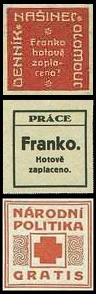
Tsjechische krantenzegels uit 1918

Een krantenzegel was een postzegel die speciaal bestemd was voor de frankering van dagbladen en periodieken. Dit dateert uit de tijd dat voor allerlei verschillende poststukken verschillende zegels werden gebruikt: drukwerkzegels, telefoonzegels, telegramzegels enz.
Zo werden voor het verzenden van kranten krantenzegels geïntroduceerd. Daarbij stond men voor het probleem dat het verzenden van kranten altijd haast heeft. Daarvoor werden verschillende oplossingen gevonden. De eenvoudigste oplossing is de frankering van een hele stapel kranten in één pakket. Andere oplossingen waren:
- Typografische vernietiging van de opgeplakte postzegel: de postzegel werd vooraf op een blanco krantenpagina geplakt, welke daarna pas werd bedrukt, zodat de postzegel door de krantentekst werd ontwaard.
- Verzending in een krantenwikkel of adresband met waarde-indruk (dus een postwaardestuk). Dit werd onder andere veel gedaan in Zuid-Amerika.

In Oostenrijk werd de krantenzegel uitgevonden: in 1851 werd de Blauwe Mercurius uitgegeven. Een paar jaar later volgde de uiterst zeldzame Rode Mercurius. Een aantal andere landen volgden al snel.